# Jason Lambert
Jason L. Lambert (Long Beach, 23 de setembro de 1977) é um atleta estaduniense de artes marciais mistas.

## UFC
Lambert fez sua estreia no UFC no ‘‘UFC 58: USA vs. Canada como um substituto no The Ultimate Fighter 2 do lutador Seth Petruzelli, que sofreu uma contusão enquanto treinava para as lutas.A estreia de  Lambert foi boa, e ele venceu finalizando seu oponente, Rob MacDonald, ainda no primeiro período.
Lambert lutou no UFC 59, derrotando Terry Martin por nocaute técnico aos 2:37 do segundo round. Essa foi uma luta preliminar que não foi ao ar no pay-per-view. Sua segunda luta, contra Branden Lee Hinkle no Ultimate Fight Night 5, marcou a terceira vitória consecutiva de Lambertno UFC. Apesar de suas vitórias, ele não foi visto ao vivo nas transmissões em pay-per-view do UFC até o UFC 63, quando ele perdeu para Rashad Evans por nocaute no segundo round. No UFC 68, Lambert derrotou o veterano Renato Sobral por nocaute.
Lambert era esperado para enfrentar Wilson Gouveia no UFC 76: Knockout, mas ele foi transferido para o UFC 80: Rapid Fire após Gouveia machucar-se treinando. Lambert foi nocauteado por Gouveia na luta.
O 'Punisher' então perdeu sua luta no UFC 85: Bedlam via TKO para o lutador Luiz Arthur Cane aos 2:07 do segundo round. Lambert transferiu-se para categoria dos médios-pesados e enfrentou Jason Macdonald no UFC 88: Breakthrough em Atlanta, Geórgia, em 26 de setembro de 2008, luta essa perdida por um mata leão aos 1.20 do segundo período.

## Demissão
Apos a sua segunda derrota no UFC depois de mudar de categoria, Lambert foi demitido do campeonato, pois ele precisava "ter mais vitórias”.

## Após o  UFC
Em sua primeira luta após sair do UFC, Lambert perdeu por decisão unânime para Vladimir Matyushenko no Call to Arms I em 1 de maio de 2009.
Em  abril de 2010, Lambert derrotou Dominic Brown no primeiro round por TKO, sendo essa sua primeira vitória em três anos.

## Histótico no MMA
| Res.    | Cartel | Oponente             | Método                            | Evento                                           | Data                    | Round | Tempo | Local                              | Notas                                                  |
| ------- | ------ | -------------------- | --------------------------------- | ------------------------------------------------ | ----------------------- | ----- | ----- | ---------------------------------- | ------------------------------------------------------ |
| Derrota | 26-13  | Tom DeBlass          | Nocaute (Soco)                    | Bellator 108                                     | 15 de novembro de 2013  | 1     | 1:45  | Atlantic City, New Jersey          |                                                        |
| Vitória | 26-12  | Hector Ramirez       | Finalização (chave de braço reta) | Bellator 85                                      | 12 de janeiro de 2013   | 1     | 3:59  | Irvine, Califórnia                 |                                                        |
| Derrota | 25–12  | Tony Lopez           | KO (joelhada)                     | Powerhouse World Promotions: War on the Mainland | 14 de agosto de 2010    | 2     | 1:49  | Irvine, Califórnia, Estados Unidos | Pelo Título Peso Pesado do Powerhouse World Promotions |
| Vitória | 25–11  | Wayne Cole           | Finalização (mata-leão)           | C3 - Knockout - Rockout Weekend 3                | 19 de junho de 2010     | 2     | 1:51  | Oklahoma, Estados Unidos           |                                                        |
| Vitória | 24–11  | Dominic Brown        | TKO (socos)                       | C3 - Knockout - Rockout weekend 2                | 17 de abril de 2010     | 1     | 2:41  | Oklahoma, Estados Unidos           |                                                        |
| Derrota | 23–11  | Matt Horwich         | Decisão (dividida)                | AMMA 1 – First Blood                             | 24 de outubro de 2009   | 3     | 5:00  | Edmonton, Alberta, Canada          |                                                        |
| Derrota | 23–10  | Vladimir Matyushenko | Decisão (unânime)                 | Call to Arms I                                   | 16 de maio de 2009      | 3     | 5:00  | Ontário, Califórnia                |                                                        |
| Derrota | 23–9   | Jason MacDonald      | Finalização (mata=-leão)          | UFC 88– Breakthrough                             | 6 de setembro de 2008   | 2     | 1:20  | Atlanta, Geórgia                   |                                                        |
| Derrota | 23–8   | Luiz Cané            | TKO (socos)                       | UFC 85 – Bedlam                                  | 7 de junho de 2008      | 1     | 2:07  | Londres, Inglaterra                |                                                        |
| Derrota | 23–7   | Wilson Gouveia       | KO (soco)                         | UFC 80– Rapid Fire                               | 19 de janeiro de 2008   | 2     | 0:37  | Inglaterra                         |                                                        |
| Vitória | 23–6   | Renato Sobral        | KO (soco)                         | UFC 68– Uprising                                 | 3 de março de 2007      | 2     | 3:26  | Ohio, Estados Unidos               |                                                        |
| Derrota | 22–6   | Rashad Evans         | KO (socos)                        | UFC 63– Hughes vs Penn                           | 23 de setembro de 2006  | 2     | 2:22  | Anaheim, Califórnia                |                                                        |
| Vitória | 22–5   | Branden Lee Hinkle   | TKO (Paralisação do árbitro)      | UFC Ultimate Fight Night 5                       | 28 de junho de 2006     | 1     | 5:00  | Nevada, Estados Unidos             |                                                        |
| Vitória | 21–5   | Terry Martin         | TKO (golpes)                      | UFC 59– Reality Check                            | 15 de abril de 2006     | 2     | 2:37  | Califórnia, Estados Unidos         |                                                        |
| Vitória | 20–5   | Rob MacDonald        | Finalização (kimura)              | UFC 58 – USA vs Canada                           | 4 de março de 2006      | 1     | 1:54  | Nevada, Estados Unidos             |                                                        |
| Vitória | 19–5   | Travis Wiuff         | KO                                | FFC 15 – Fiesta Las Vegas                        | 14 de setembro de 2005  | 1     | 3:19  | Nevada, Estados Unidos             |                                                        |
| Vitória | 18–5   | Marvin Eastman       | Decisão (dividida)                | KOTC – Mortal Sins                               | 7 de maio de 2005       | 3     | 5:00  | Nevada, Estados Unidos             |                                                        |
| Vitória | 17–5   | Richard Montoya      | Finalização                       | WEC 13: Heavyweight Explosion                    | 22 de janeiro de 2005   | 1     | 2:45  | Califórnia, Estados Unidos         | Ganhou o Cinturão Peso Meio Pesado do WEC.             |
| Vitória | 16–5   | Matt Horwich         | Finalização (verbal)              | WEC 12 – Halloween Fury 3                        | 21 de outubro de 2004   | 2     | 3:28  | Califórnia, Estados Unidos         |                                                        |
| Vitória | 15–5   | Mike Rogers          | TKO                               | ROTR 5 – Rumble on the Rock 5                    | 7 de maio de 2004       | 1     | 3:29  | Havaí, Estados Unidos              |                                                        |
| Derrota | 14–5   | Chael Sonnen         | Decisão                           | GC 20 – Gladiator Challenge 20                   | 13 de novembro de 2003  | 3     | 5:00  | Califórnia, Estados Unidos         |                                                        |
| Vitória | 14–4   | Brian Foster         | Decisão (unânime)                 | KOTC 25 – Flaming Fury                           | 29 de junho de 2003     | 2     | 5:00  | San Jacinto, Califórnia            |                                                        |
| Vitória | 13–4   | Allan Sullivan       | TKO (golpes)                      | GC 16 – Gladiator Challenge 16                   | 1 de junho de 2003      | 1     |       | Califórnia, Estados Unidos         |                                                        |
| Vitória | 12–4   | Jim Breech           | TKO                               | KOTC 22 – Steel Warrior                          | 23 de março de 2003     | 1     | 1:35  | Califórnia, Estados Unidos         |                                                        |
| Vitória | 11–4   | Rick Collup          | Finalização (socos)               | GC 14 – Gladiator Challenge 14                   | 16 de fevereiro de 2003 | 1     | 1:28  | Califórnia, Estados Unidos         |                                                        |
| Derrota | 10–4   | Wesley Correira      | KO                                | SB 27– SuperBrawl 27                             | 9 de novembro de 2002   | 2     | 1:48  | Havaí, Estados Unidos              |                                                        |
| Vitória | 10–3   | Joshua Hoag          | TKO (golpes)                      | KOTC 17 – San Jacinto                            | 19 de outubro de 2002   | 1     | 1:25  | Califórnia, Estados Unidos         |                                                        |
| Vitória | 9–3    | Dan Quinn            | Decisão                           | GC 12 – Gladiator Challenge 12                   | 8 de setembro de 2002   | 3     | 5:00  | Califórnia, Estados Unidos         |                                                        |
| Vitória | 8–3    | Lobo                 | TKO                               | KOTC 15 – Bad Intentions                         | 22 de junho de 2002     | 1     | 3:01  | Califórnia, Estados Unidos         |                                                        |
| Vitória | 7–3    | Brian Stromberg      | Finalização (golpes)              | SB 24– Return of the Heavyweights 2              | 27 de abril de 2002     | 2     | 4:59  | Havaí, Estados Unidos              |                                                        |
| Derrota | 6–3    | Tim Sylvia           | TKO (golpes)                      | SB 24 – Return of the Heavyweights 2             | 27 de abril de 2002     | 2     | 4:13  | Havaí, Estados Unidos              |                                                        |
| Vitória | 6–2    | Ron Faircloth        | Decisão                           | SB 24– Return of the Heavyweights 1              | 26 de abril de 2002     | 2     | 5:00  | Havaí, Estados Unidos              |                                                        |
| Vitória | 5–2    | Jason Jones          | TKO                               | KOTC 12 – Cold Blood                             | 9 de fevereiro de 2002  | 2     | 1:17  | Califórnia, Estados Unidos         |                                                        |
| Vitória | 4–2    | Kauai Kupihea        | Finalização (estrangulamento)     | GC 8– School Yard Brawls                         | 17 de novembro de 2001  | 2     | 2:03  | Califórnia, Estados Unidos         |                                                        |
| Derrota | 3–2    | Marco Ruas           | Finalização (chave de calcanhar)  | UP 1 – Ultimate Pankration 1                     | 11 de novembro de 2001  | 1     | 0:56  | Califórnia, Estados Unidos         |                                                        |
| Derrota | 3–1    | Kim Jong Wang        | Finalização (guilhotina)          | KOTC 11 – Domination                             | 29 de setembro de 2001  | 1     | 0:55  | Califórnia, Estados Unidos         |                                                        |
| Vitória | 3–0    | Rick Mathis          | TKO                               | KOTC 9 – Showtime                                | 23 de junho de 2001     | 1     | 4:30  | Califórnia, Estados Unidos         |                                                        |
| Vitória | 2–0    | Adrian Perez         | TKO                               | GC 3 – Showdown at Soboba                        | 7 de abril de 2001      | 1     | 1:07  | Califórnia, Estados Unidos         |                                                        |
| Vitória | 1–0    | Jorge Lavama         | Finalização (chave de dedo)       | GC 2 – Collision at Colusa                       | 8 de fevereiro de 2001  | 1     | 3:45  | Califórnia, Estados Unidos         |                                                        |